# Amazing (Aerosmith)
Amazing è una canzone degli Aerosmith.
Scritta dal cantante Steven Tyler e dal collaboratore (nonché amico) del gruppo Richie Supa, venne pubblicata nel 1993 come quarto singolo tratto dall'album Get a Grip. Ha raggiunto il 24º posto nella classifica Billboard Hot 100 il giorno di capodanno del 1994. Ha inoltre ottenuto il terzo posto nella classifica Mainstream Rock Tracks e il 57º nel Regno Unito.

## Il testo
Steven Tyler e Richie Supa la scrissero per i ragazzi della Caron Foundation, che è un centro di riabilitazione da droga e alcol in Pennsylvania, dove Tyler conquistò la propria sobrietà nel 1986.
Il testo documenta i problemi che gli Aerosmith hanno affrontato e che sono usciti fuori quando si confrontarono con la droga e l'alcol. A questi coincisero anche problemi dal punto di vista creativo: addirittura la band rischiò di sciogliersi.
Il verso "That one last shot's a permanent vacation" (in italiano: "quell'ultima occasione è una vacanza permanente") è un riferimento al loro album, Permanent Vacation, che li ha riportati in alto nelle classifiche. Il verso "How high can you fly with broken wings?" (in italiano: quanto puoi volare in alto con le ali spezzate?") si riferisce al loro logo, in cui figurano un paio di ali.
Nella canzone, Tyler parla dei periodi duri nella sua vita, come testimoniano i versi "I thought I could leave, but couldn't get out the door" ("Pensavo di poter partire, ma non sono riuscito ad oltrepassare la porta"), "I was wishin' that I would die" ("Desideravo di morire") e "Scratchin' to stay alive" ("Graffiando per rimanere vivo"). Parla anche di come è riuscito a tenersi stretto alla vita e ad uscire dai suoi periodi bui ("It's amazing...with the blink of an eye you finally see the light...when the moment arrives that you know you'll be alright", tradotto: "È incredibile, con un battito di ciglia finalmente vedi la luce. Quando viene il momento tu sai che starai bene") e di come lui sta "recitando una preghiera per i cuori disperati stanotte" ("Sayin' a prayer for the desperate hearts tonight").

## Struttura della canzone
La canzone comincia con il piano, suonato costantemente durante tutta la canzone, cui seguono un riff di chitarra e un assolo di chitarra di Joe Perry e Brad Whitford. La canzone include, inoltre, verso la fine, uno degli urli caratteristici di Steven Tyler. 
Don Henley canta nel coro di sottofondo.

## Il video
Il video, diretto da Marty Callner, è noto per la sua rappresentazione della tecnologia digitale e, per la seconda volta, viene assunta per il video Alicia Silverstone. In coppia con lei fu scelto Jason London, la star di La vita è un sogno, un film realizzato nello stesso anno di Get a Grip e che contiene numerosi riferimenti agli Aerosmith.

## Formazione
- Steven Tyler - voce
- Joe Perry - chitarra solista, cori
- Brad Whitford - chitarra
- Tom Hamilton - basso
- Joey Kramer - batteria

altri musicisti
- Don Henley – cori
- Richard Supa – tastiere

## Curiosità
"Amazing" è una delle due canzoni degli Aerosmith usate nel videogioco Dead or Alive 4 per Xbox 360, creato dal Team Ninja.